# 长辛店老爷庙
长辛店老爷庙，位于北京市丰台区长辛店街道长辛店大街128号。

## 简介
老爷庙位于长辛店大街偏北路东。老爷庙是清末民初当地商号集资兴建，又叫“山西会馆”，是铺户集体活动的场所。从中华民国初期直到1949年以前，长辛店商会设在这里。七七事变后，宛平县公署曾经从宛平城迁来此地。1986年被丰台区人民政府公布为丰台区重点文物保护单位。1999年修缮戏楼。21世纪初，长辛店社区服务中心开始在这里办公。
老爷庙是清朝建筑，坐东朝西，有正殿三间、南北配殿各三间、戏楼。正殿和殿后的戏楼相连，戏楼平面呈方形，占正殿三分之二的宽度，戏楼雕梁画栋。